# Tomáš Beaufort, vévoda z Exeteru

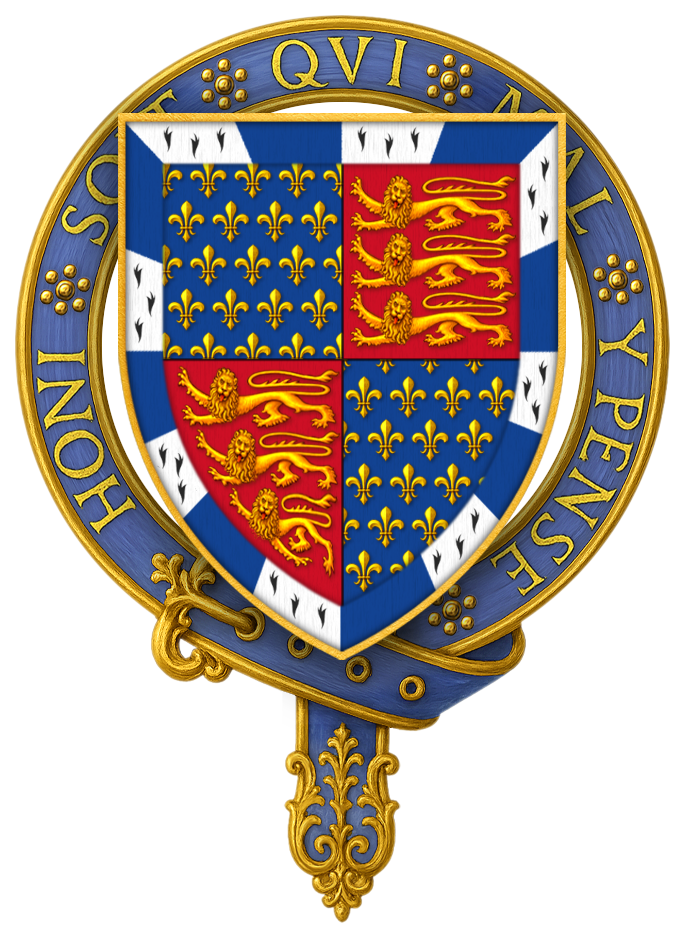
Erb sira Tomáše Beauforta

Tomáš Beaufort, vévoda z Exeteru (1377 – 31. prosince 1426) byl anglický vojenský velitel během stoleté války a krátce působící lord kancléř Anglie.

## Rodina
Tomáš Beaufort byl nemanželským synem Jana z Gentu, vévody z Lancasteru, a Kateřiny Swynfordové. Po svatbě rodičů v roce 1396 byli Tomáš a jeho sourozenci legitimizováni. Oženil se s Margaret Nevillovou (nar. kolem roku 1384), dcerou sira Tomáše Nevilla. Měli syna Jindřicha, který však zemřel v útlém věku.

## Kariéra

### Za vlády Jindřicha IV.
Po nástupu svého nevlastního bratra Jindřicha IV. na trůn byl Tomáš Beaufort jmenován rytířem Podvazkového řádu a zastával řadu významných vojenských funkcí:
- konstábl hradu Ludlow (1402)
- admirál Severu (1403)
- kapitán Calais (1407)
- admirál Severu a Západu (1408–1413)

Jeho nejvýznamnějším vojenským zásahem v tomto období bylo potlačení severního povstání v roce 1405. Dne 31. ledna 1410 byl jmenován lordem kancléřem Anglie, úřad zastával do 5. ledna 1412. Poté se vrátil k vojenským záležitostem a v roce 1412 získal titul hraběte z Dorsetu.

### Za vlády Jindřicha V.
Po nástupu Jindřicha V. na trůn byl Beaufort jmenován:
- poručíkem Akvitánie (1413)
- kapitánem Harfleuru (1415)
- poručíkem Normandie (1416)
- vévodou z Exeteru (1416)

V roce 1417 se vrátil do Anglie, aby řešil problémy ve Skotsku, ale už v následujícím roce se opět účastnil tažení v Normandie. Zde se podílel na obléhání měst Évreux, Ivry a Rouen. Po dobytí Rouenu se stal jeho kapitánem a dobyl další normandská města. V roce 1419 dobyl pevnost Château Gaillard. V roce 1418 byl jmenován hrabětem z Harcourtu a o dva roky později se podílel na vyjednání smlouvy z Troyes. Roku 1421 byl zajat v bitvě u Baugé, kde padl jeho synovec Tomáš z Lancasteru, vévoda z Clarence.
Po smrti Jindřicha V. v roce 1422 se Beaufort vrátil do Anglie a sloužil ve správní radě mladého krále Jindřicha VI.
Zemřel 31. prosince 1426 a všechny jeho tituly zanikly. Titul vévody z Exeteru byl později obnoven pro rodinu Hollandů a titul hraběte z Dorsetu získal jeho synovec Edmund, hrabě z Mortain.

## Odkaz
Postava vévody z Exeteru v Shakespearově hře Jindřich V. je založena na Tomáši Beaufortovi, ačkoli v době bitvy u Agincourtu (1415) byl Beaufort stále pouze hrabětem z Dorsetu. Objevuje se také ve hře Jindřich VI..